# Yparkhei logos (álbum)
Yparkhei logos (en griego Υπάρχει Λόγος, «Hay una razón») es el segundo álbum de estudio de la cantante sueco-griega Helena Paparizou. Fue publicado el 12 de abril de 2006 y en total el álbum está compuesto por veintinueve temas, repartidos en dos discos. El 22 de mayo de 2007, el álbum fue relanzado bajo el título Yparkhei logos: Deluxe Edition que incluía un tercer disco con siete nuevas canciones.

## Lista de canciones
| Disco 1 |                                                                                |                                          |                                            |                  |          |  |
| N.º     | Título                                                                         | Letras                                   | Música                                     | Artista original | Duración |  |
| 1.      | «Gigolo (Greek Version)» (Gigolo)                                              | Nikos Gritsis, Mack                      | Alex Papaconstantinou, Marcus Englof       |                  | 3:23     |  |
| 2.      | «The game of love (Greenglish Version)» (El juego del amor)                    | Giannis Doksas, Mack                     | Alex Papaconstantinou, Marcus Englof       |                  | 3:09     |  |
| 3.      | «Yparkhei logos» (Hay una razón)                                               | Zoi Gripari                              | Efthivoulos                                |                  | 4:21     |  |
| 4.      | «Mambo! (Greek Version)» (Mambo!)                                              | Mack                                     | Alex Papaconstantinou, Marcus Englof       |                  | 3:05     |  |
| 5.      | «Paradigmatos hari» (Por ejemplo)                                              | Andreas Bonatsos                         | Andreas Bonatsos                           |                  | 3:53     |  |
| 6.      | «O,ti axizi ine i stigmes (Le Bonheur)» (Los momentos que valen la pena)       | Eleana Vrahali                           | Mános Hatzidákis                           | Dalida           | 4:15     |  |
| 7.      | «Pote xana (Let me let go)» (Nunca más)                                        | Mack, Giannis Doksas, Vicky Gerothodorou | Alex Papaconstantinou, Marcus Englof, Mack |                  | 2:54     |  |
| 8.      | «Meres aiones» (Días como siglos)                                              | Andreas Bonatsos                         | Andreas Bonatsos                           |                  | 4:02     |  |
| 9.      | «Se pion na miliso» (Con quién hablar)                                         | Andreas Bonatsos                         | Andreas Bonatsos                           |                  | 3:26     |  |
| 10.     | «Parapono aimovoro» (Sanguinario se queja)                                     | Andreas Bonatsos                         | Andreas Bonatsos                           |                  | 3:59     |  |
| 11.     | «Panta se perimena (Idaniko fili)» (Siempre te he esperado (El beso perfecto)) | Natalia Germanou                         | Toni Mauridis                              |                  | 3:48     |  |
| 12.     | «Anixan i ourani» (Los cielos se despejaron)                                   | Andreas Bonatsos                         | Andreas Bonatsos                           |                  | 3:51     |  |
| 13.     | «Asteria» (Estrellas)                                                          | Dimos Mylonas                            | Efripidis Nikolidis                        |                  | 4:21     |  |
| 14.     | «You set my heart on fire» (Pusiste mi corazón en las llamas)                  | Biddu                                    | Biddu                                      | Tina Charles     | 3:12     |  |

| Disco 2 |                                                                       |                                                   |                                                   |                  |          |  |
| N.º     | Título                                                                | Letras                                            | Música                                            | Artista original | Duración |  |
| 1.      | «Αn eikhes erthei pió norís» (Si hubieras llegado antes)              | Antonis Pappas                                    | Nikos Orfanos                                     |                  | 4:05     |  |
| 2.      | «Pou pige tosi agapi» (Dónde va tanto amor)                           | Pegasus                                           | Pegasus                                           |                  | 3:58     |  |
| 3.      | «Me theloun ki alli (Heart of mine)» (Otros también me quieren)       | Martin Hanxen, Jimmy Thornfeldy, Urban Robertsson | Martin Hanxen, Jimmy Thornfeldy, Urban Robertsson |                  | 2:56     |  |
| 4.      | «Tipseis (You set my heart on fire)» (Culpas)                         | Giannis Doksas                                    | Biddu                                             | Tina Charles     | 3:13     |  |
| 5.      | «Pote s'ena andio» (Nunca en un adiós)                                | Pegasus                                           | Pegasus                                           |                  | 4:21     |  |
| 6.      | «Just walk away (Live)» (Tan solo aléjate)                            | Albert Hammond                                    | Marti Sharon                                      | Celine Dion      | 3:42     |  |
| 7.      | «Don't Speak (Live)» (No hables)                                      | Gwen Stefani, Eric Stefani                        | Gwen Stefani, Eric Stefani                        | No Doubt         | 3:42     |  |
| 8.      | «Crazy (Live)» (Loco)                                                 | Seal                                              | Seal, Guy Sigsworth                               | Seal             | 4:18     |  |
| 9.      | «Like a Prayer (Live)» (Como una oración)                             | Madonna, Patrick Leonard                          | Madonna, Patrick Leonard                          | Madonna          | 4:05     |  |
| 10.     | «Why? (Live)» (¿Por qué?)                                             | Helena Paparizou                                  | Slavi Trifonov                                    | Antique          | 3:42     |  |
| 11.     | «Smooth operator (Live)» (Siempre te he esperado (El beso perfecto))  | Sade, Ray St. John                                | Sade, Ray St. John                                | Sade             | 4:09     |  |
| 12.     | «Can't Help Falling in Love (Live)» (No puedo evitar enamorarme)      | George David Weiss, Hugo Peretti, Luigi Creatore  | George David Weiss, Hugo Peretti, Luigi Creatore  | Elvis Presley    | 3:00     |  |
| 13.     | «Outside (Live)» (Afuera)                                             | George Michael                                    | George Michael                                    | George Michael   | 3:55     |  |
| 14.     | «To fos sti psyhi (The light in our soul) (Live)» (La luz en el alma) | Kostas Bigalis                                    | Kostas Bigalis                                    |                  | 2:30     |  |
| 15.     | «Yparkhei logos (Remix)» (Hay una razón)                              | Zoi Gripari                                       | Efthivoulos                                       |                  | 4:19     |  |

## Posicionamiento
| País   | Listas                | Mejor posición | Certificación |
| ------ | --------------------- | -------------- | ------------- |
| Grecia | IFPI Grecia (Álbumes) | 1              | Platino       |
| Chipre | Top Álbumes Chipre    | 1              | Platino       |